# Resolución 1559 del Consejo de Seguridad de las Naciones Unidas
La resolución 1559 del Consejo de Seguridad de las Naciones Unidas, adoptada el 2 de septiembre de 2004, tras recordar las resoluciones 425 (1978), 426 (1978), 520 (1982) y 1553 (2004) sobre la situación en el Líbano, el Consejo apoyó la celebración de elecciones presidenciales libres y justas en el Líbano, instando al gobierno libanés a establecer el control sobre su territorio, desarmar a milicias como Hezbolá y facilitar la retirada de las fuerzas extranjeras restantes del país.
Nueve países votaron a favor: Alemania, Angola, Benín, Chile, España, Estados Unidos, Francia , Reino Unido y Rumania. Seis países se abstuvieron: Argelia, Brasil, China, Pakistán, Filipinas y Rusia .
La resolución fue patrocinada por Francia y Estados Unidos. La cooperación entre estas dos naciones en un tema relacionado con Medio Oriente fue vista como una mejora significativa en su relación, en comparación con su amargo desacuerdo anterior sobre la invasión de Irak en 2003. Dado que el Líbano fue gobernado por Francia según un mandato de la Liga de Naciones entre 1919 y 1943, Francia ha tenido desde hace mucho tiempo un interés especial en el Líbano.

## Contenido de la resolución
Exhortó al Líbano a establecer su soberanía sobre todo su territorio y pidió a Siria, como fuerza extranjera, que se retire del Líbano y deje de intervenir en la política interna del país. La resolución también instó a todas las fuerzas libanesas y extranjeras en territorio libanés a disolverse y declaró su apoyo a un "proceso electoral libre y justo".
La resolución fue redactada conjuntamente por Francia y Estados Unidos. Haciéndose eco del Acuerdo de Taif, la resolución "insta a todas las fuerzas extranjeras restantes a retirarse del Líbano" y "a la disolución y el desarme de todas las milicias libanesas y no libanesas". El Líbano ha solicitado que Israel se retire de las disputadas Granjas de Shebaa y de las colinas de Kfar-Shouba y que devuelva a los detenidos libaneses en Israel como condición para la plena aplicación de la Resolución 1559, que incluye la disolución del ala militar de Hezbolá.   Los críticos de la resolución argumentan, sin embargo, que un intento del débil y políticamente dividido ejército libanés de desarmar a Hezbolá sería muy difícil y podría reiniciar la guerra civil libanesa. Siria también violó la resolución hasta hace poco debido a su presencia militar en el Líbano.
El 7 de octubre de 2004, el Secretario General de las Naciones Unidas, Kofi Annan, informó al Consejo de Seguridad sobre la falta de cumplimiento de la Resolución 1559..Kofi Annan concluyó su informe diciendo: «Ha llegado el momento, 14 años después del fin de las hostilidades y cuatro años después de la retirada israelí del Líbano, de que todas las partes implicadas dejen atrás los vestigios del pasado. La retirada de las fuerzas extranjeras y la disolución y el desarme de las milicias pondrían fin definitivamente a ese triste capítulo de la historia libanesa». 
El informe del Secretario General de las Naciones Unidas sobre el Líbano, del 20 de enero de 2005, declaró: «La postura reiterada del Gobierno del Líbano de que la Línea Azul no es válida en la zona de las granjas de Shebaa es incompatible con las resoluciones del Consejo de Seguridad. El Consejo ha reconocido la validez de la Línea Azul a efectos de confirmar la retirada de Israel de conformidad con la resolución 425 (1978). El Consejo de Seguridad de las Naciones Unidas ha solicitado reiteradamente que todas las partes respeten la Línea Azul en su totalidad». 
El 28 de enero de 2005, la Resolución 1583 instó al Gobierno del Líbano a extender y ejercer plenamente su autoridad única y efectiva en todo el sur, incluso mediante el despliegue de un número suficiente de fuerzas armadas y de seguridad libanesas, a fin de garantizar un clima de calma en toda la zona, incluida la Línea Azul, y a ejercer control sobre el uso de la fuerza en su territorio y desde él. 
Siria hizo pocos esfuerzos para cumplir la resolución hasta el asesinato de Rafik Hariri, ex primer ministro del Líbano, el 14 de febrero de 2005. La presión internacional para retirarse se intensificó y la percepción pública en el Líbano se volvió fuertemente contra Siria, evidenciada por las manifestaciones masivas que fueron etiquetadas como la Revolución del Cedro. El presidente sirio Bashar al-Assad anunció el 5 de marzo de 2005 su intención de "retirar sus fuerzas a casa". La retirada, que implicó a unos 14.000 soldados, tardó unas siete semanas en completarse.
El 26 de abril de 2005, después de 29 años de acción militar en el Líbano, las últimas tropas sirias abandonaron el país. Las instalaciones militares y de inteligencia sirias, tras la destrucción de documentos sensibles o el transporte de material logístico, fueron entregadas a sus homólogos libaneses. Esta acción dejó al gobierno libanés como el principal violador de la resolución debido a su negativa a desmantelar las milicias pro-sirias palestinas y de Hezbolá.
El 27 de diciembre de 2005, cohetes Katyusha disparados desde territorio de Hezbolá impactaron casas en la ciudad israelí de Kiryat Shmona, hiriendo a tres personas.  El Secretario General de la ONU, Kofi Annan, instó al gobierno libanés a "extender su control sobre todo su territorio, ejercer su monopolio en el uso de la fuerza y poner fin a todos esos ataques".
El 23 de enero de 2006, el Consejo de Seguridad de las Naciones Unidas pidió al Gobierno del Líbano que hiciera más progresos en el control de su territorio y el desmantelamiento de las milicias, y pidió también a Siria que cooperara con esos esfuerzos. En una declaración leída por su Presidente en enero, Augustine Mahiga de Tanzania, el Consejo también pidió a Siria que tomara medidas para detener los movimientos de armas y personal hacia el Líbano. 

## Respuesta libanesa
El gobierno libanés respondió oficialmente a la resolución en el sitio web de las Fuerzas Armadas Libanesas (FAL) de la siguiente manera: 
1. Las únicas fuerzas extranjeras existentes en el Líbano son las fuerzas israelíes que ocupan las granjas de Shebaa. Considerando que las fuerzas sirias son fuerzas árabes amigas que entraron al Líbano según demanda del gobierno libanés y su existencia está regulada por la convención de hermandad, coordinación y cooperación entre el Líbano y Siria, y una copia de esta convención fue presentada a los Estados Unidos en ese momento. - Y en este contexto, las fuerzas sirias llevaron a cabo cinco operaciones de redespliegue en las regiones libanesas según la resolución del comité militar mutuo de los dos ejércitos hermanos.
2. La retirada inmediata de las fuerzas árabes sirias según la resolución 1559 del Consejo de Seguridad no puede ejecutarse, pero las operaciones de redespliegue se llevan a cabo en cooperación entre los dos países y específicamente en el marco del alto comité militar. La resistencia nacional que se enfrenta a la ocupación israelí no es una guerrilla y no tiene ningún papel de seguridad dentro del país y sus actividades se limitan a enfrentar al enemigo israelí. Esta resistencia condujo a la retirada del enemigo de la mayor parte de nuestro territorio ocupado y todavía persiste para liberar las granjas de Shebaa. Preservar esta resistencia constituye un interés estratégico libanés con el objetivo de relacionar la lucha con el enemigo y recuperar todos los derechos legítimos libaneses logrando y en primer lugar la retirada de Israel de las granjas de Shebaa y el retorno de los refugiados a su tierra.
3. En cuanto a la presencia palestina en los campamentos en todas sus consideraciones conocidas es resultado de las prácticas de Israel que expulsó a los palestinos y el retorno de una parte de ellos al Líbano, y la mayoría de ellos vive en campamentos de refugiados fomentados por las Naciones Unidas y la organización UNRWA. Los palestinos reivindican el derecho al retorno conforme a las resoluciones internacionales y especialmente la resolución número 194. En este marco el gobierno preservó sus particularidades dentro de los campos que el ejército rodea y no permite el tráfico de armas fuera de ellos y el ejército ofreció muchos mártires y realizó grandes esfuerzos para controlar la situación.
4. Los libaneses que conocen las despiadadas pruebas que el país sufrió durante mucho tiempo, que pagaron su precio con enormes inundaciones de sangre y pérdidas de propiedades, y que conocen las formas de escapar de las guerras absurdas y de los conflictos ajenos en su territorio, y que comprenden la importancia de restablecer la seguridad, la estabilidad y la prosperidad en el país, son plenamente conscientes de lo que sirve a sus intereses y garantiza y preserva la independencia y la soberanía de su país, lejos de las aventuras sospechosas que han demostrado su esterilidad, y todos los intentos en este campo constituyen la mejor prueba de ello.

Hezbolá  y el bloque Lealtad a la Resistencia  denunciaron en 2010 un informe sobre la resolución como una intromisión en los asuntos libaneses.

## debate político libanés
La cuestión del cumplimiento de la Resolución 1559 es un asunto destacado en la política libanesa. El ex primer ministro Fouad Siniora declaró en enero de 2006 que el gobierno libanés consideraba el armamento de Hezbolá un asunto interno, lo que, en su opinión, debería dar seguridad a Hezbolá de que el gobierno protegería a su ala militar. 
El líder druso, el diputado Walid Jumblatt, ha insistido repetidamente en que se opone al desarme de Hezbolá, según la resolución internacional, describiendo al partido como un "grupo de resistencia" y no una milicia. Participó en una alianza electoral con Hezbolá durante las elecciones parlamentarias de 2005, uno de cuyos títulos era "La protección de la resistencia", pero ahora pide a Hezbolá que se integre al ejército libanés y entregue sus armas al gobierno. 
Siniora declaró además el 20 de julio de 2006 que «la continua ocupación israelí de tierras libanesas en la región de las Granjas de Shebaa contribuye a la presencia de armas de Hezbolá. La comunidad internacional debe ayudarnos a lograr la retirada israelí de las Granjas de Shebaa para que podamos resolver el problema de las armas de Hezbolá».
Los críticos han dicho que la existencia de Hezbolá es una violación de la resolución 1559 del Consejo de Seguridad de la ONU, que fue adoptada en 2004 porque pedía la disolución de todas las milicias en el Líbano, incluido Hezbolá. Parte del mandato de la UNFIL, que opera en el Líbano desde 1978, es desarmar a Hezbolá.